# Wacker Leipzig
Der SC Wacker Leipzig war ein Sportverein aus dem Leipziger Stadtteil Gohlis. Er wurde 1895 gegründet und bestand unter diesem Namen bis 1945. Größter Erfolg war das Erreichen des Halbfinals um die deutsche Fußballmeisterschaft: 1907/08. Er spielte unter anderem im 40.000 Zuschauer fassenden Wacker-Stadion, heute bekannt als Stadion des Friedens.

## Geschichte
Der Verein wurde am 24. Februar 1895 aus einer Fusion von Concordia Leipzig und Saxonia Leipzig als FC Wacker 1895 Leipzig gegründet und Oktober 1918 in SC Wacker 1895 Leipzig umbenannt. Ursprünglich wurde der Verein von Realschülern und Schülern des König-Albert-Gymnasiums ins Leben gerufen; erste Spiele erfolgten gegen andere Schulmannschaften. 1921 schloss sich Friesen Leipzig an. Wacker gehörte in den ersten Jahrzehnten des 20. Jahrhunderts zu den stärksten mitteldeutschen Fußballmannschaften und war neben dem VfB Leipzig der stärkste Leipziger Verein. Am 15. November 1897 verstarb als wahrscheinlich erster deutscher Fußballspieler Johannes Skockan an den Folgen eines Zusammenstoßes mit dem Knie in den Unterleib, den er am 14. November 1897 im Spiel gegen den DFC Prag in Prag erlitt.
Der FC Wacker war im Sommer 1896 Gründungsmitglied des Verbandes Leipziger Ballspiel-Vereine und nahm auch bereits in der ersten Saison an dessen Meisterschaft teil. Nach Bildung des Verbandes Mitteldeutscher Ballspiel-Vereine beteiligte sich Wacker an den Punktspielen im Gau I, später in Gau Nordwestsachsen, bzw. Gau Groß-Leipzig umbenannt. In der Zeit des Nationalsozialismus wurde die Gauliga Sachsen gebildet.
Von 1896/96, bzw. 1897 bis einschließlich der Saison 1936/37 spielte der FC/SC Wacker immer in der höchsten Spielklasse. 1940/41 folgte nach dreijähriger Zweitklassigkeit eine Saison in der inzwischen in „Bereichsklasse Sachsen“ umbenannten höchsten Liga, die mit dem sofortigen Abstieg endete. In der letzten Kriegssaison 1944/45 nahm der SC Wacker in Staffel 2 der sächsischen Kriegsklasse im Sportkreis Leipziger Schlachtfeld teil. Auf Grund der aussichtslosen Kriegssituation war der Gau Sachsen in dieser Spielzeit aufgeteilt worden.
Die Farben des Vereins waren Blau-Weiß-Blau. Gespielt wurde zunächst auf dem Gohliser Exerzierplatz, ab 1902 auf dem Wacker-Sportplatz am Debrahof und ab 1923 im neuen Wacker-Stadion am Tauchaer Weg (1923: 40.000 Plätze), dem heutigen Stadion des Friedens an der Max-Liebermann-Straße.
Der SC Wacker Leipzig wurde nach dem Zweiten Weltkrieg aufgelöst. Der Nachfolgeverein heißt SG Motor Gohlis-Nord Leipzig.

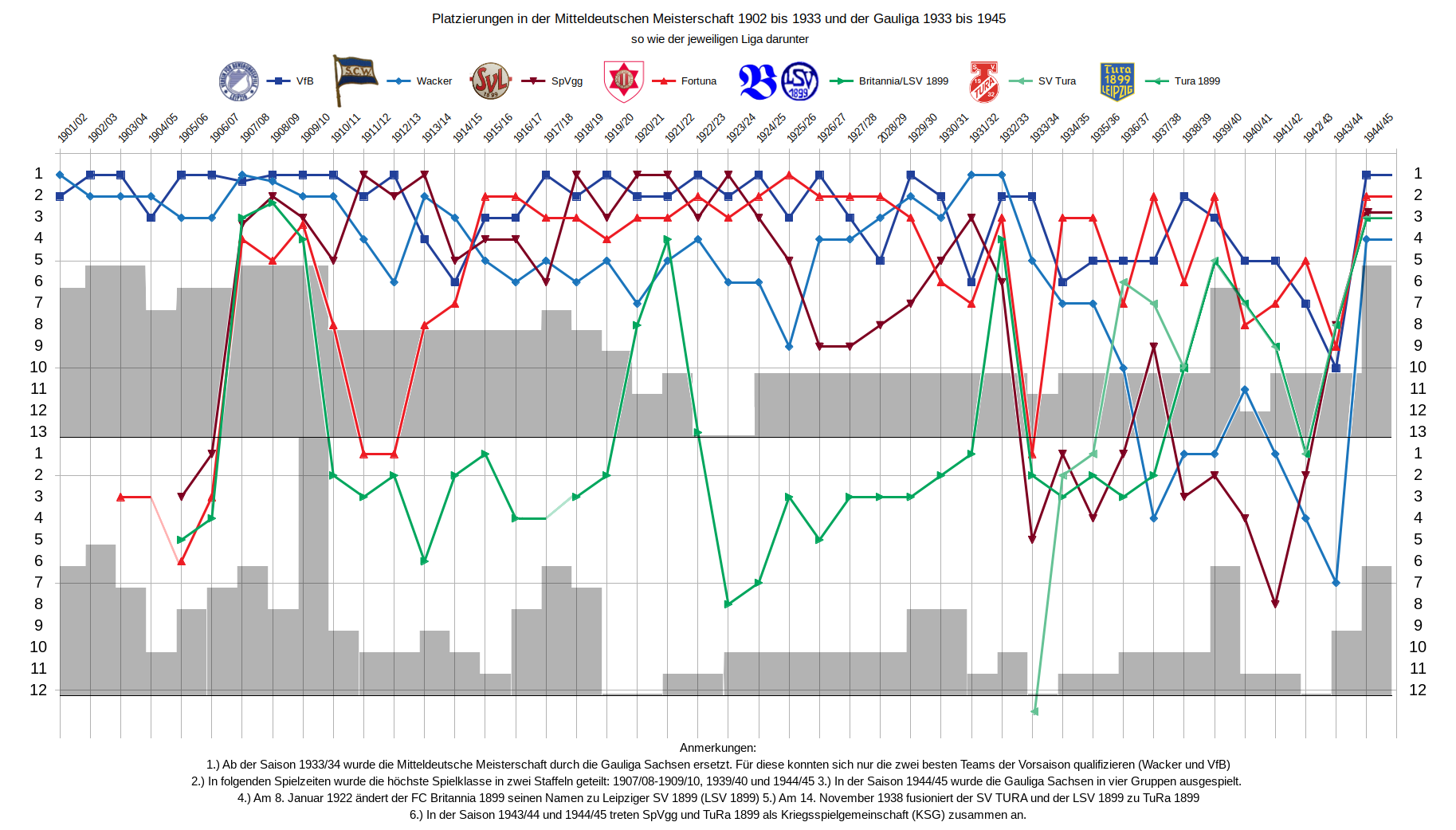
Diagramm mit Platzierungen wichtiger Leipziger Clubs in der Mitteldeutschen Meisterschaft und der Gauliga Sachsen zwischen 1901 und 1945

## Erfolge
- Halbfinalist der deutschen Meisterschaft: 1907/08
- Achtelfinalist der deutschen Meisterschaft: 1928/29
- Zweiunddreißigstelfinale DFB-Pokal 1936
- Mitteldeutscher Meister: 1902, 1908
- Meister im Verband Leipziger Ballspiel-Vereine: 1900 (wurde letztmals nach dem Kalenderjahr gespielt)
- Meister der Gauliga Nordwestsachsen im Verband Mitteldeutscher Ballspiel-Vereine: 1901/02, 1907/08, 1931/32, 1932/33
- Meister der Fußball-Bezirksklasse Leipzig (2. Liga): 1938/39, 1939/40, 1941/42
- Teilnehmer an der Endrunde um die deutsche Meisterschaft: 1908, 1929 (als mitteldeutscher Vizemeister)
- Mitteldeutscher Pokalsieger: 1928/29

- Gottfried Weimann war als Speerwerfer zwischen 1932 und 1936 fünffacher Deutscher Meister und nahm an den Olympischen Spielen 1932 und 1936 teil.

## Ehemalige Spieler
- Johannes Skockan
- Ernst Raydt
- Erich Albrecht – Nationalspieler (England Amateure 13. Mai 1909, Rechtsaußen)
- Heinz Carolin
- Paul Francke – Gründungsmitglied des FC Bayern München
- Otto Reislant – Nationalspieler (Belgien 16. Mai 1910, Halblinks)
- Hans Riso – Nationalspieler (Schweiz 3. April 1910, Torwart)